# Miloš Bulajić
Miloš Bulajić (* 12. Mai 1989 in Bonn) ist ein deutscher Opern-, Konzert- und Oratoriensänger (Tenor).

## Leben

### Anfänge, Ausbildung und Studium
Miloš Bulajić stammt aus einer serbischen Musikerfamilie und wuchs bis 1999 in Bonn auf. Er war einige Jahre Mitglied des Kinderchores der Oper Bonn und erhielt Klavierunterricht bei Srba Dinić. Als die Familie 1999 nach Berlin übersiedelte, setzte er seine pianistische Ausbildung als Jungstudent der HfM Hanns Eisler und als Schüler am Musikgymnasium Carl Philipp Emanuel Bach fort.  
Von 1999 bis 2001 war er auch Mitglied des Staats- und Domchores Berlin und des Kinderchores der Staatsoper Unter den Linden und sammelte erste Erfahrungen unter der Musikalischen Leitung von Daniel Barenboim, Sebastian Weigle und Philippe Jordan. Ab 2005 war er mit dem Hauptfach Klavier Jungstudent der UDK Berlin am Julius Stern Institut. Später studierte er Klavier als Hauptfach an der HfM Würzburg, an der er auch 2014 sein Konzertdiplom ablegte. Gesang studierte er ebenfalls an der HfM Würzburg bei Leandra Overmann und  Daniela Sindram. Seit 2017 wird er privat von Deborah Polaski betreut.

### Karriere

#### Debüt und Opernstudios/Young Artist Programs
Im Sommer 2007 sang Bulajić zum ersten Mal die Partie des Don Ramiro in Rossinis La Cenerentola bei der Jeunesses Musicales Deutschland in einer Open-Air-Produktion auf Schloss Weikersheim. In der Spielzeit 2007/08 gab er sein Operndebüt mit derselben Partie am Staatstheater Braunschweig.
Er war Mitglied des Opernstudios der Staatsoper Unter den Linden in Berlin und sang dort in insgesamt 115 Aufführungen der Spielzeiten 2015/16 und 2016/17. Als Mitglied des Young Singers Project sang er bei den Salzburger Festspielen 2014 Don Ramiro und Belmonte (Die Entführung aus dem Serail) in Versionen für Kinder. Bulajić wurde als Cover für Tonio (La fille du Régiment) am Royal Operahouse Covent Garden in London verpflichtet. Er nahm an der Accademia Rossiniana 2012 unter der Leitung von Alberto Zedda teil und wurde von ihm beim Rossini Opera Festival Pesaro 2012 für die Partie des Conte Libenskof in der Produktion Il viaggio a Reims engagiert. 

#### Gastengagements
Er sang die großen Rollen seines Faches, zu denen Nadir (Les Pecheurs de Perles), Lindoro (L’italiana in Algeri), Ernesto (Don Pasquale) und Arturo (I Puritani) gehören an vielen Opernhäusern in Deutschland und zahlreichen anderen europäischen Ländern. Er gastierte dabei unter anderem an den Opernhäusern in Weimar, Karlsruhe, Graz, dem Teatro Comunale di Bologna und der Niederländischen Oper Amsterdam. In einer szenischen Produktion von Rossinis Petite Messe Solennelle mit dem Berliner Theaterensemble Nico and the Navigators übernahm er die Tenorsolopartie. Mit dieser Produktion gastierte er von 2011 bis 2018 an verschiedenen Opernhäusern und Festivals in Europa, u. a. an der Opéra Comique in Paris und den Bregenzer Festspielen.

#### Konzert und Oratorium
Sein Repertoire im Bereich Konzert und Oratorium umfasst u. a. Rossinis Petite Messe solennelle, Stabat Mater und Messa di Gloria, Puccinis Messa di Gloria, Orffs Carmina Burana und Bruckners Te Deum, Bachs Matthäuspassion deren Tenorsolo er in der Berliner Philharmonie und am Aachener Dom sang, das Weihnachtsoratorium als Tenorsolist und Evangelist, Mozarts Requiem, welches er in Wiesbaden, Bamberg und Belgrad sang und die Tenorpartie in Mendelssohns Lobgesang, mit der er in der Westminster Hall in London auftrat. 

## Auszeichnungen
Im Jahre 2012 war Bulajić Finalist beim Internationalen Gesangswettbewerb der Cittá di Bologna und erhielt den Sonderpreis der Stadt Pienza, Benvenuto Franci. Den Kunstförderpreis Premio Arca d´oro giovani talenti der Stadt Turin und der Region Piemonte bekam er 2013.

## Diskografie
- 2009: Die rote Zora.  Oper von Elisabeth Naske. Chor und Orchester der Komischen Oper Berlin, Leitung Catherine Larsen-Maquire; DVD Arthaus Musik